# Liam Lawrence
Liam Lawrence, né le 14 décembre 1981 à Retford (Angleterre), est un footballeur international irlandais qui évolue au poste de milieu de terrain à Bristol Rovers.

## Biographie

### Parcours en club
Après 5 ans passés à Mansfield Town, Lawrence découvre la Premier League avec Sunderland. Peu utilisé, il est prêté à Stoke City en 2006. Ce séjour est une réussite puisque le club remonte. Lawrence s'engage alors définitivement avec Stoke en 2007. 2011, il signe un contrat pour Portsmouth FC et devient bientôt capitaine. Cependant, le 3 mars 2012, à la suite de problèmes financiers de son club, il rejoint Cardiff City jusqu'à la fin de la saison et joue son premier match quelques jours plus tard, à l'occasion de la rencontre opposant Brighton & Hove Albion à Cardiff City (2-2). Ce soir-là, Lawrence délivre une passe décisive à Peter Whittingham qui permet au club gallois de mener 1-2.
En août 2012, il signe un contrat de deux saisons en faveur du PAOK Salonique.
Le 16 janvier 2014 il rejoint Barnsley.
Le 7 janvier 2016, il rejoint Bristol Rovers. Après un peu plus d'un an, il quitte le club d'un commun accord le 31 janvier 2017.

### En sélection
Liam Lawrence compte 15 sélections et 2 buts avec l'Irlande depuis 2009.

## Statistiques détaillées
Le tableau ci-dessous présente les statistiques détaillées de Liam Lawrence depuis mi-novembre 2006, date de sa signature à Stoke City.

| Saison                | Club                  | Championnat           | Championnat | Championnat | Coupe(s) nationale(s) | Coupe(s) nationale(s) | République d'Irlande | République d'Irlande | Total | Total |
| Saison                | Club                  | Division              | M.          | B.          | M.                    | B.                    | M.                   | B.                   | M.    | B.    |
| 2006 - 2007           | Stoke City            | Championship (D2)     | 27          | 5           | 1                     | 0                     | 0                    | 0                    | 28    | 5     |
| 2007 - 2008           | Stoke City            | Championship (D2)     | 41          | 14          | 3                     | 1                     | 0                    | 0                    | 44    | 15    |
| 2008 - 2009           | Stoke City            | Premier League (D1)   | 20          | 3           | 2                     | 0                     | 1                    | 0                    | 23    | 3     |
| 2009 - 2010           | Stoke City            | Premier League (D1)   | 25          | 1           | 6                     | 0                     | 7                    | 2                    | 38    | 3     |
| 2010 - 2011           | Stoke City            | Premier League (D1)   | -           | -           | -                     | -                     | 2                    | 0                    | 2     | 0     |
| Sous-total            | Sous-total            | Sous-total            | 113         | 23          | 12                    | 1                     | 10                   | 2                    | 135   | 26    |
| 2010 - 2011           | Portsmouth            | Championship (D2)     | 31          | 7           | 2                     | 1                     | 5                    | 0                    | 38    | 8     |
| 2011 - 2012           | Portsmouth            | Championship (D2)     | 20          | 0           | 2                     | 0                     | -                    | -                    | 22    | 0     |
| Sous-total            | Sous-total            | Sous-total            | 51          | 7           | 4                     | 1                     | 5                    | 0                    | 60    | 8     |
| 2011 - 2012           | Cardiff City          | Championship (D2)     | 15          | 1           | 0                     | 0                     | -                    | -                    | 15    | 1     |
| Sous-total            | Sous-total            | Sous-total            | 15          | 1           | 0                     | 0                     | 0                    | 0                    | 15    | 1     |
| Total sur la carrière | Total sur la carrière | Total sur la carrière | 179         | 31          | 16                    | 2                     | 15                   | 2                    | 210   | 35    |